# Finley (Australie)
Pour les articles homonymes, voir Finley.
Finley (2 054 habitants) est un village de la Riverina en Nouvelle-Galles du Sud, en Australie à 664 km au sud-ouest de Sydney à l'intersection de la Riverina Highway et de la Newell Highway.

## Économie
- Ferme solaire de Finley